# إدي هينسون
إدي هينسون (بالإنجليزية: Eddie Hinson)‏ هو لاعب دوري الرغبي أسترالي، ولد في 1913 في Rosebery, New South Wales ‏ في أستراليا، وتوفي في 27 أغسطس 1986 في Queenscliff, New South Wales ‏ في أستراليا.